# Prodontria truncata
Prodontria truncata är en skalbaggsart som beskrevs av Given 1960. Prodontria truncata ingår i släktet Prodontria och familjen Melolonthidae. Inga underarter finns listade i Catalogue of Life.